# OHV Aurich
Der Ostfriesische Handball Verein e. V. Aurich (kurz OHV Aurich) ist ein Handballverein aus Aurich.
Die erste Herrenmannschaft spielte zwischen 2004 und 2009 in der 2. Handball-Bundesliga. Von der Saison 2010/11 bis 2017/18 war Aurich in der 3. Liga vertreten, in der Saison 2018/2019 in der Oberliga-Nordsee. Seit der Saison 2019/20 spielt der OHV Aurich wieder in der 3. Liga Nord-West.
Die zweite Herrenmannschaft ist in der Saison 2014/15 in die Landesliga Weser/Ems aufgestiegen, ist aber nach einer Saison wieder in die Landesklasse Weser-Ems Nord abgestiegen und 2017/2018 in die Regionsoberliga Ems-Jade abgestiegen, wo sie bis heute spielt.

## Geschichte

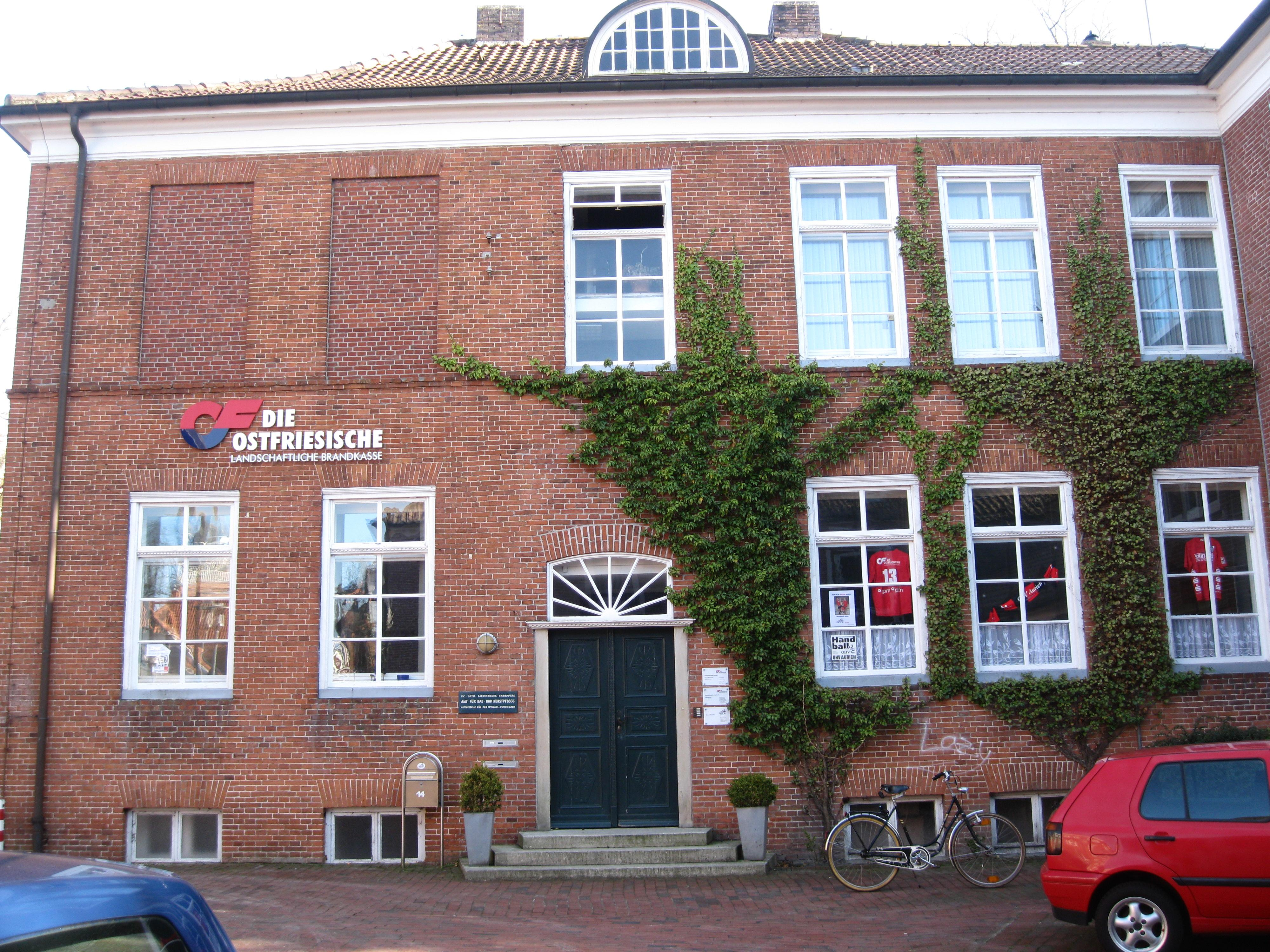
Geschäftsstelle des OHV in Aurich

Vorläufer des OHV war die Handballabteilung des PSV Aurich-West. Diese starteten 1986 in der 1. Kreisklasse in Aurich. 1996 gewann die Mannschaft die Handball-Oberliga Nordsee und stieg somit in die damalige Handball-Regionalliga Nord auf.
1999 wurde von lokalen Geschäftsleuten und Handballverantwortlichen aus der Handballabteilung des PSV Aurich-West, der Ostfriesische Handball Verein (OHV) Aurich e. V. gegründet.
Am Ende der Saison 2003/04 stieg die Mannschaft in die 2. Handball-Bundesliga auf.
Die Trägergesellschaft des OHV Aurich konnte im April 2009 ihren Zahlungsverpflichtungen nicht mehr nachkommen, daher wurde von Wolfgang Ladwig als Geschäftsführer der Sportmarketing Aurich (SMA) GmbH & Co. KG am 27. April 2009 beim Amtsgericht Aurich Insolvenzantrag gestellt.
Als Absteiger aus der 2. Bundesliga Nord spielte der OHV 2009/2010 in der Handball-Regionalliga Nord. Dort qualifizierte man sich als Fünftplatzierter für die neugegründete 3. Liga.
Die Saison 2016/17 beendete die Mannschaft auf dem sechsten Tabellenplatz. Damit erreichte sie den Einzug in den DHB-Pokal 2017/18.
Die Saison 2017/18 beendete man in der Staffel West auf Platz 14 und musste daraufhin den Gang in die Oberliga-Nordsee antreten.
In der Saison 2018/19 wurde man in der Oberliga Nordsee überlegen Meister und stieg in der 2. Relegationsrunde wieder in die 3. Liga auf.

## Fans
Der OHV Aurich hat einen offiziellen Fanklub namens OHV Supporters.